# Provincia geologica
     Scudo
     Tavolato
     Orogene
     Bacino
     Grande provincia ignea
     crosta estesa
     0–20 Ma
     20–65 Ma
     >65 Ma

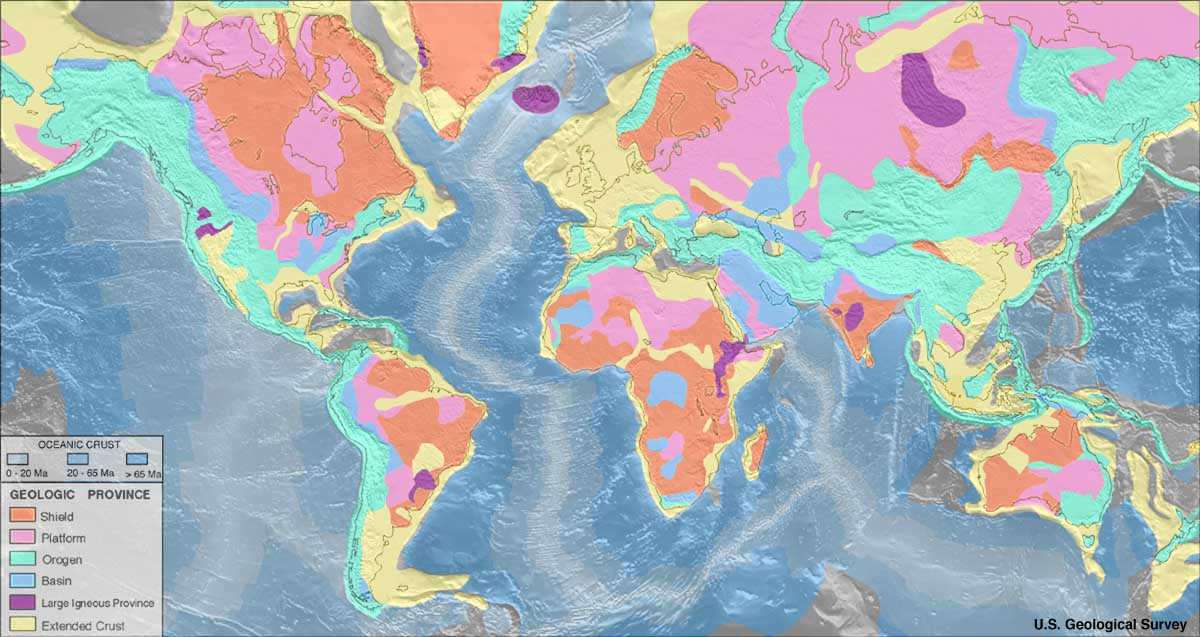
Mappa delle Province geologiche secondo il criterio strutturale usato dall' USGS:
Crosta continentale
Scudo
Tavolato
Orogene
Bacino
Grande provincia ignea
crosta estesa
Crosta oceanica (secondo l'età)
0–20 Ma
20–65 Ma
>65 Ma

La provincia geologica è un'entità territoriale caratterizzata da attributi comuni di tipo geologico o geomorfologico. Il termine è utilizzato prevalentemente in Nord America, un continente che è facilmente suddivisibile in grandi province geologiche; in molti altri continenti come l'Europa, il termine è usato meno. Può comprendere un elemento dominante o più elementi contigui relazionati tra loro; province adiacenti possono essere caratterizzate da caratteri simili ma aver subito una storia geologica differente.

## Classificazione geografica-morfostrutturale
Considera caratteri fisiografici del terreno e il clima.

## Classificazione pedologica
Considera i caratteri di degradazione e accumulo dei suoli.

## Classificazione strutturale
La classificazione in base alle caratteristiche strutturali identifica:
- Cratoni: sono province tettonicamente relativamente inattive, dove la litosfera continentale è stabile da miliardi di anni.
  - Scudi: sono zone dove i cratoni sono affiorati in superficie
  - Tavolati o piattaforme: sono zone dove i cratoni sono ricoperti da rocce più giovani
- Orogeni: sono zone dove la crosta è costituita da una combinazione di blocchi sovrapposti come risultato di una tettonica, compressionale; nel caso si tratti di deformazioni recenti abbiamo un forte rilievo topografico, nei vecchi orogeni le forme sono attenuate dall'erosione.
  - Archi vulcanici
  - Archi continentali
  - Bacini di retroarco
- Settori di crosta estesa
  - Rift continentali
  - Bacini strutturali: sono province dove la crosta è costituita da blocchi di ogni spostato a causa di tettonica estensionale (assottigliamento crostale). Possono essere molto diverse per dimensioni e forme, e solo i più grandi (come rift continentali, aulacogeni o bacini oceanici) sono identificabili come una sola provincia; in genere si hanno invece successioni di piccoli bacini, alternati a zone non sottoposte a deformazione come è il caso delle strutture Basin and range.
- Province ignee: regioni caratterizzate da episodi magmatici di grandi dimensioni e la crosta è costituita interamente da rocce ignee. Questo può essere il caso, di vecchi punti caldi.

## Classificazione mineraria
Considera la genesi di particolari giacimenti minerali (metalli, carbone) o idrocarburi (petrolio, metano)

## Classificazione idrogeochimica
Considera l'assetto idrogeologico del sottosuolo in acquiferi e l'evoluzione geochimica delle acque sotterranee.